# Staffan Ehrlin
Staffan Ehrlin (* in Malmö) ist ein schwedischer Techno-Produzent und DJ. Er tritt auch unter den Pseudonymen Slobodan und Bruce Logan auf.

## Karriere
1998 veröffentlichte er seine erste Platte auf dem belgischen Label Subsounds. Es folgten zahlreiche weitere Veröffentlichungen auf Labels wie Planet Rhythm UK, Compound, Cloned Vinyl, GoodFellas, Unknown Forces, TechnoPassion, Temper oder Drumworks. 
In den 2000er Jahren spielte Ehrlin  Gigs, vorwiegend in Österreich, Belgien, Niederlande, Spanien oder Portugal. Ebenfalls hat er  zwei Tourneen in den USA unternommen. Bei den Nöjesguiden awards 2001 war er als "Bester Musiker des Jahres" nominiert. Im Jahr 2001 gründete er das Label Civic Records und im Jahr 2004 das Label Goathead. Beide Labels sind jedoch eingestellt. Ein weiteres Label, welches er 2006 gegründet hatte, heißt M.O.L.L.